# 板鈦礦
板鈦礦（英語：Brookite）是二氧化钛（TiO2）的斜方晶系礦物種類中的一種。已知二氧化钛在自然界中存在至少五種同質異形體（成分相同但結構不同的礦物）。另外四種為金紅石（正方晶系）、銳鈦礦（正方晶系）、赤荻石（單斜晶系）及一種稱為「TiO2 II」高壓相形式（斜方晶系）。相較於銳鈦礦和金紅石，板鈦礦比較罕見而且與這些型態一樣，都表現出光催化活性。板鈦礦也具有比銳鈦礦或金紅石更大的晶胞容積，每個晶胞有8個TiO2原子團（銳鈦礦有 4個，而金紅石有 2 個） 。鐵(Fe)、鉭(Ta)和鈮(Nb)是板鈦礦常見的雜質。

## 名稱
板鈦礦於1825年由法國礦物學家Armand Lévy以英格蘭的晶體學家、礦物學家和羊毛貿易商亨利·詹姆斯·布魯克（Henry James Brooke）的姓氏來命名。

## 晶體結構

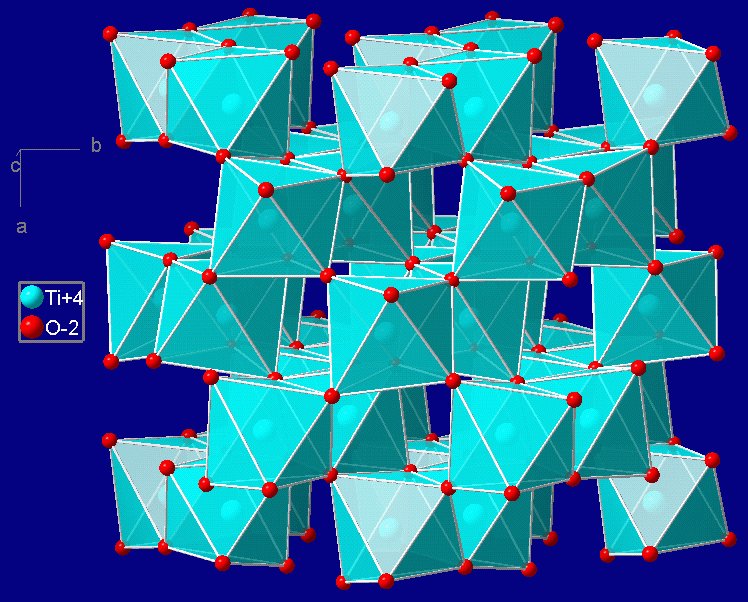
板鈦礦的晶體結構

板鈦礦晶體結構是由變形八面體所組成的，該八面體是以鈦離子做為中心而六個端點則為氧離子。每個八面體與相鄰的八面體共享三個邊，形成斜方晶系的晶體結構。

## 外觀

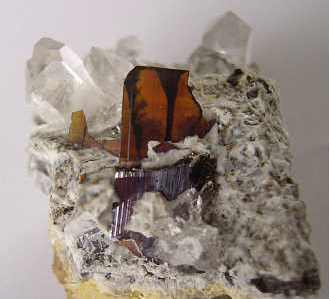
巴基斯坦的板鈦礦

板鈦礦的晶型通常呈板狀、細長且具有平行紋路，除此之外也可以是稜錐狀、假六邊形或稜柱形狀。板鈦礦也可以和金紅石以關係的方式生長在一起。
板鈦礦的顏色通常呈棕色，有時呈黃色或紅棕色甚至黑色。光澤為亞金屬光澤。透明度為不透明至半透明，當切成薄片則呈透明，在透光下顏色會呈黃棕色至深棕色。

## 成因和共生礦物
板鈦礦作為阿爾卑斯山礦脈中片麻岩和片岩中的次要礦物；同時也是常見的碎屑礦物。伴生礦物包含其同質異形體的銳鈦礦、金紅石以及榍石、正長石、石英、赤鐵礦、方解石、綠泥石和白雲母。
標準產地在威爾斯格温内斯Prenteg地區的Twll Maen Grisial。2004年在巴基斯坦俾路支省卡兰县也有板鈦礦發現的紀錄。